# Imai Isao
Imai Isao (japanisch 今井 功; geboren 7. Oktober 1914 in Dalian China; gestorben 24. Oktober 2004 in Tōkyō) war ein japanischer Physiker mit dem Schwerpunkt Aerodynamik.

## Leben und Wirken
Imai Isao machte 1936 seinen Studienabschluss an der Naturwissenschaftlichen Fakultät der Universität Tōkyō. 1950 wurde er Professor an seiner Alma Mater. Bei Eintritt in den Ruhestand wurde er als „Meiyo Kyōju“ verabschiedet. Anschließend übernahm er 1975 eine Professur an der Universität Osaka, dann eine Professur an der Kōgakuin-Universität (工学院大学), die ihn 1987 ebenfalls als Meiyo Kyōju verabschiedete.
In den Jahren vor und nach dem Pazifikkrieg beschäftigte sich Imai mit dem Strömungsverhalten knapp unterhalb und über der Schallgeschwindigkeit. Imai löste dabei eine Reihe von Problemen der Fluiddynamik mit Hilfe fortschrittlicher Analysemethoden auf der Grundlage der komplexen Analysis.
1950 erhielt Imai den Asahi-Preis, 1958 wurde er mit dem kaiserlichen Förderpreis (恩賜賞, Onshi-shō) der Akademie der Wissenschaften ausgezeichnet. 1979 wurde er als Person mit besonderen kulturellen Verdiensten geehrt und 1988 mit dem Kulturorden ausgezeichnet.
Unter Imais Schriften erschien in der Reihe „Mathematics and its Applications“ auf Englisch: „Applied Hyperfunction Theory“. Springer, 1992. ISBN 978-94-010-5125-5. 438 S.